# Suzanne Solente
Suzanne Solente, née le 12 mai 1895 à Paris 2e où elle est morte dans le 14e arrondissement le 12 novembre 1978, est une bibliothécaire et historienne française. Première femme nommée conservatrice à la Bibliothèque nationale de France en 1945, elle fait toute sa carrière au Département des manuscrits.

## Biographie
Diplômée en lettres (licence), en histoire (diplôme d'études supérieures), élève à l’École pratique des hautes études, elle sort première de sa promotion à l’École nationale des chartes en 1921. Elle est nommée bibliothécaire au cabinet des Manuscrits à la Bibliothèque nationale de France en mars 1923.
On lui doit la publication de trente ouvrages dont sept sur Christine de Pisan,, à qui elle consacre une partie de sa carrière.

### Distinctions
- Prix Gustave-Mendel de l'Académie des inscriptions et belles-lettres 1961
- Chevalière de la Légion d'honneur 1956[5]